# カスタムメイド10.30
『カスタムメイド10.30』は2005年公開の日本映画。
広島に住む18歳の高校生、小林マナモ（木村カエラ）を主人公に広島市の横川を中心に撮影された新感覚青春音楽ムービー。

## スタッフ
- 監督・編集：ANIKI（伊志嶺一）
- 脚本：no5、marumaru、ANIKI
- 企画：丸山博久・中村道生・原田公一
- プロデューサー：滝田和人、黒木敬士
- 配給：クロックワークス
- 宣伝：キネティック/グラスホッパー!
- 製作委員会メンバー：レントラックジャパン、クロックワークス、ソニー・ミュージックアーティスツ、双日、パルコ、キネティック

## 出演
- 木村カエラ
- 奥田民生
- 西門えりか
- 加瀬亮
- 前田綾花
- 松井涼子
- 松山ケンイチ
- 安斎肇
- カイヤ
- 小倉一郎
- 柳沢慎吾
- ミッキー・カーチス
- 宮崎美子
- 寺島進
- 達川光男

ほか

## 映画と奥田民生
この映画は、元々奥田民生のソロ10周年を記念し、広島市民球場（当時）で2004年に行われたライブ「ひとり股旅スペシャル@広島市民球場」のドキュメンタリーとして企画していた物を急遽変更して出来た映画である（タイトルの「10.30」はライブ開催日の10月30日に由来する）。ストーリー展開は「ひとり股旅スペシャル」と同時進行し、クライマックスシーンは実際のライブ中に一発撮りで行われた。